# Родина: Форт Салем
«Родина: Форт Салем» (англ. Motherland: Fort Salem) — американский фантастический телесериал от кабельного канала Freeform, премьера телесериала состоялась 18 марта 2020 года.
19 мая 2020 года Freeform продлила сериал на второй сезон. Премьера второго сезона состоялась 22 июня 2021 года. 23 августа 2021 года телеканал Freeform продлил телесериал на третий и финальный сезон премьера которого состоялась 21 июня 2022 года.

## Сюжет
События шоу развернутся в альтернативной вселенной, в которой 300 лет назад ведьмы согласились сражаться за США, если их перестанут преследовать. Главные героини — три молодые девушки-новобранца, которым предстоит защищать страну от разнообразных угроз, используя оружие и магию.

## В ролях

### Основной состав
- Тейлор Хиксон сыграла Раэлль Коллар[4] - дочь потомственной ведьмы и обычного мужчины.
- Амалия Холм в роли Сциллы Рамсхорн[4] - курсант второго курса с загадочным прошлым, в которую влюбляется Раэль. Её родители были убиты во время попытки их ареста за уклонения от призыва на военную службу.
- Деметрия МакКинни в роли Анакостии Квотермейн[4] - сержант в Форт Салем, которая ответственна за новобранцев.
- Джессика Саттон в роли Талли Крэйвен[4] - ведьма, которая с энтузиазмом принимает призыв в Форт Салем, несмотря на сопротивление своей матери из-за того, что все тетушки Талли (сестры её матери) ранее были убиты в бою.
- Эшли Николь Уильямс в роли Эбигейл Беллвезер[4] - гордая ведьма из легендарной линии семейства ведьм Беллвезер. Поступает в Форт Салем одновременно с Раэль и Талли.
- Лайн Рени в роли генерала Сары Алдер[4] - является командиром вооруженных сил Соединённых Штатов, отвечает за Форт Салем и единственный лидер которого когда-либо знали американские ведьмы. Также она именно та ведьма, которая первоначально заключила Салемское соглашение 327 лет назад, и несмотря на прошедшие года, она и по сей день остается женщиной среднего возраста.

### Второстепенный состав
- Кэтрин Лох Хаггквист в роли Петры Беллвезер - амбициозная и влиятельная ведьма. Генерал в вооруженных силах США, глава разведки. Кроме того она мать Эбигейл.
- Сара Яркин в роли Либбы Свайт[4] (сезон 1) - ведьма, ответившая на призыв в Форт Салема в одно время с Эбигейл, её семья имеет давнюю вражду с семьей Беллвезер.
- Тони Жиру в роли Адила - член таинственной группы ведьм, известных как Таримы. Приводит свою сестру Халиду в Форт Салем для лечения от смертельной для ведьм чумы.
- Кайли Браун в роли Халиды - влиятельный член таинственной группы ведьм, известных как Таримы. Младшая сестра Адила, которую он привез в Форт Салем для лечения от смертельной для ведьм чумы.

## Русский дубляж
- Фильм закадрово озвучен на студии "Кириллица"
- Режиссёр озвучания — Кристина Гришина
- Автор русского текста — Мария Максимова
- Звукорежиссёр — Алексей Горишний

### Роли озвучивали
- Александра Курагина — Раэлль, Анакостия, Петра Беллвезер, Мэй Крейвен, Вилла Коллар, Либба Свайт, генерал Клэт, Брайди, Халида
- Каринэ Асланян — Сцилла, Эбигейл, Сара Алдер, Глори Моффет, Хелен, Виоланта, Уик, майор Хопп
- Анастасия Филимонова —Талли, Мельба, Изодора, Макаела, Шарвел Беллвезер, Перкойнт, Амина, Берриесса
- Александр Скиданов — Эдвин Коллар, Пол, Герит, Заклинатель, Байрон, Портер, Сиро, Раф, Адил, Августин

## Обзор сезонов
| Сезон | Сезон | Эпизоды | Оригинальная дата показа | Оригинальная дата показа |
| Сезон | Сезон | Эпизоды | Премьера сезона          | Финал сезона             |
| ----- | ----- | ------- | ------------------------ | ------------------------ |
|       | 1     | 10      | 18 марта 2020            | 20 мая 2020              |
|       | 2     | 10      | 22 июня 2021             | 24 августа 2021          |
|       | 3     | 10      | 21 июня 2022             | 23 августа 2022          |

## Список эпизодов

### Сезон 1 (2020)
| № общий | № в сезоне | Название                                 | Режиссёр     | Автор сценария | Дата премьеры  | Произв. код | Зрители в США (млн) |
| --- | ---------- | ---------------------------------------- | ------------ | -------------- | -------------- | ----------- | ------------------- |
| 1 | 1          | «Сказать слова» «Say the Words»          | Стив Эделсон | Элиот Лоуренс  | 18 марта 2020  | 101         | 0.462               |
| Альтернативная Америка. Охота на ведьм прекращена уже более 300 лет назад. Сериал посвящен трем молодым женщинам, прошедшим базовую подготовку по боевой магии. В новой реальности на линии огня и во главе стоят женщины, которые сражаются с террористическими угрозами, используя при этом сверхъестественное оружие и тактику. |            |                                          |              |                |                |             |                     |
| 2 | 2          | «Мои ведьмы» «My Witches»                | Стив Эделсон | Элиот Лоуренс  | 25 марта 2020  | 102         | 0.379               |
| Подразделение отправляется в Салем-таун на ежегодное празднование ведьм, но внезапное происшествие погружает все в хаос. Талли задается вопросом, а правильный ли выбор она сделала, когда решила начать карьеру военного, ведь ненависть к ведьмам не утихла, да и на ее пути стоит собственная мать. Разозлившись из-за отказа Алдер, чтобы сменить ее подразделение, Эбигейл решает зарыть топор войны с Раэль. А та, в свою очередь, сближается с Сциллой.           |            |                                          |              |                |                |             |                     |
| 3 | 3          | «Жизнь Бидди» «A Biddy's Life»           | Неизвестно   | Неизвестно     | 1 апреля 2020  | 103         | 0.341               |
| Форт Салем взволнованно встречает гостей-мужчина накануне Белтейна, но быстро развивающийся роман Раэль и Сциллы прерывается прибытием таинственного человека из прошлого Сциллы. Один из мужчин-ведьм привлекает взгляд Талли, но она не знает, как поступить дальше. Тем временем Алдер пытается убедить Гаагу, международный военный совет ведьм, следовать своей стратегии против Спри и поражается новостям об эскалации гуманитарного кризиса в Таримской впадине. |            |                                          |              |                |                |             |                     |
| 4 | 4          | «Да Здравствует Белтейн» «Hail Beltane»  | Неизвестно   | Неизвестно     | 8 апреля 2020  | 104         | 0.245               |
| База пошатнулась от травмирующего события; в это же время Раэль пытается смириться со своей ролью в трагедии. Сцилла пытается уклониться от всё более острых вопросов Раэль. Эбигейл усердно работает, чтобы произвести впечатление на свою грозную соперницу, Либбу. А связь Талли и Герита крепчает во время Белтейна, священного праздника, посвящённого традициям плодородия.                                                                                        |            |                                          |              |                |                |             |                     |
| 5 | 5          | «Сезон Беллвезеров» «Bellweather Season» | Неизвестно   | Неизвестно     | 15 апреля 2020 | 105         | 0.289               |
| 6 | 6          | «Вверх - это вниз» «Up is Down»          | Неизвестно   | Неизвестно     | 22 апреля 2020 | 106         | 0.324               |
| 7 | 7          | «Мать Мицелия» «Mother Mycelium»         | Неизвестно   | Неизвестно     | 29 апреля 2020 | 107         | 0.243               |
| 8 | 8          | «Городской тест» «Citydrop»              | Неизвестно   | Неизвестно     | 6 мая 2020     | 108         | 0.267               |
| 9 | 9          | «Переворот» «Coup»                       | Неизвестно   | Неизвестно     | 13 мая 2020    | 109         | 0.257               |
| 10 | 10         | «Ведьмина Бомба» «Witchbomb»             | Неизвестно   | Неизвестно     | 20 мая 2020    | 110         | 0.313               |

### Сезон 2 (2021)
| № общий | № в сезоне | Название                                               | Режиссёр       | Автор сценария | Дата премьеры   | Произв. код | Зрители в США (млн) |
| ------- | ---------- | ------------------------------------------------------ | -------------- | -------------- | --------------- | ----------- | ------------------- |
| 11      | 1          | «В крови» «Of the Blood»                               | Аманда Таппинг | Элиот Лоуренс  | 22 июня 2021    | 201         | 0.257               |
| 12      | 2          | «Мерзость» «Abomination»                               | Аманда Таппинг | Брайан Студлер | 29 июня 2021    | 202         | 0.153               |
| 13      | 3          | «Тиффани» «A Tiffany»                                  | Неизвестно     | Неизвестно     | 6 июля 2021     | 203         | 0.186               |
| 14      | 4          | «Не наши дочери» «Not Our Daughters»                   | Неизвестно     | Неизвестно     | 13 июля 2021    | 204         | 0.153               |
| 15      | 5          | «Любимый карандаш Брианны» «Brianna's Favorite Pencil» | Неизвестно     | Неизвестно     | 20 июля 2021    | 205         | 0.136               |
| 16      | 6          | «My 3 Dads»                                            | Неизвестно     | Неизвестно     | 27 июля 2021    | 206         | 0.182               |
| 17      | 7          | «Irrevocable»                                          | Неизвестно     | Неизвестно     | 3 августа 2021  | 207         | 0.210               |
| 18      | 8          | «Delusional»                                           | Неизвестно     | Неизвестно     | 10 августа 2021 | 208         | 0.211               |
| 19      | 9          | «Mother of All, Mother of None»                        | Неизвестно     | Неизвестно     | 17 августа 2021 | 209         | 0.161               |
| 20      | 10         | «Revolution, Part 1»                                   | Неизвестно     | Неизвестно     | 24 августа 2021 | 210         | 0.145               |

### Сезон 3 (2022)
| № общий | № в сезоне | Название | Режиссёр | Автор сценария | Дата премьеры | Произв. код | Зрители в США (млн) |
| ------- | ---------- | -------- | -------- | -------------- | ------------- | ----------- | ------------------- |

## Производство

### Разработка
Разработка сериала началась в августе 2016 года под рабочим названием «Родина-мать», а 5 июня 2018 года был заказан пилот.
5 марта 2019 года было объявлено, что Freeform заказал съемки первого сезона, состоящего из десяти эпизодов. Сериал был создан Элиотом Лоуренсом, который также выступил исполнительным продюсером вместе с Уиллом Ферреллом, Адамом Маккеем, Кевином Мессиком, Марией Магдженти и Стивеном Адельсоном.
14 мая 2019 года был выпущен официальный трейлер сериала. Премьера первой серии состоялась 18 марта 2020 года.
19 мая 2020 года Freeform продлила сериал на второй сезон. Премьера второго сезона состоялась 22 июня 2021 года.
23 августа 2021 года телеканал Freeform продлил телесериал на третий и финальный сезон.

### Съёмки
Пилот сериала был снят в июле 2018 года. Съёмки остальных серий первого сезона начались 22 апреля 2019 года и закончились 23 августа 2019 года.

### Музыка
Музыку для сериала написал Брэндон Робертс. Альбом саундтреков для первого сезона вышел 20 марта 2020 года.